# Sydney Gregson
Pour les articles homonymes, voir Gregson.
Pas d'image ? Cliquez ici

a Compétitions nationales et continentales officielles uniquement.

b Matchs officiels uniquement.
Dernière mise à jour le 11 mars 2024.
Sydney Gregson, née le 20 janvier 1996 à Baldock (Angleterre), est une joueuse internationale anglaise de rugby à XV, jouant aux postes de centre ou d'ailière.

## Biographie
Sydney Gregson naît le 20 janvier 1996. 
Elle commence sa carrière sportive senior avec Bristol Rugby en 2015, puis rejoint en 2018 le club des Saracens.  
En février 2015, elle fait ses débuts à l'âge de 19 ans en équipe d'Angleterre dans le match d'ouverture du Tournoi des Six Nations contre le pays de Galles. Elle enchaîne deux autres sélections cette année-là.
Neuf ans plus tard, elle est retenue en mars 2024 pour disputer le Tournoi des Six Nations sous les couleurs de son pays.